# Belgisch Staatsblad

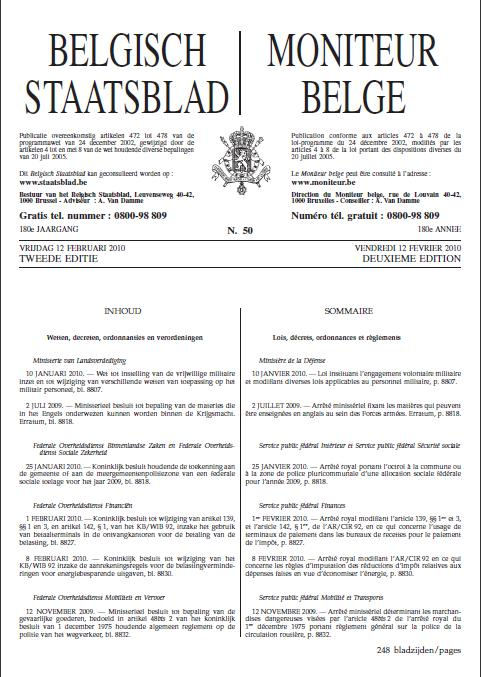
Het Belgisch Staatsblad, jaargang 2010, dus met Nederlands links – zie hoofdtekst.

Het Belgisch Staatsblad is het officiële publicatieblad van de Belgische staat, waarin wetten, koninklijke besluiten, decreten, ordonnanties, de oprichting van allerlei verenigingen, etc. voor het hele land worden bekendgemaakt. De Franse naam is Moniteur belge, de Duitse naam is Belgisches Staatsblatt. De publicatie ervan wordt onder verantwoordelijkheid van de Federale Overheidsdienst Justitie verzorgd door het Bestuur van het Belgisch Staatsblad.
De afkorting is BS, vaak cursief geschreven.

## Geschiedenis
De Moniteur Belge werd opgericht bij regentsbesluit van 10 juni 1831 en verscheen regelmatig vanaf 16 juni 1831. Het was een privékrant onder regeringstoezicht waarin naast normatieve teksten, parlementaire verslagen en consulaire berichten ook politieke commentaren verschenen en aankondigingen van hofbals, epidemieën en pakketboten. Daarnaast bestond sinds 1830 het publicatieblad Bulletin officiel des lois et arrêtés royaux de la Belgique ("Staetsblad der wetten en koninklijke besluiten van België") voor wetteksten en de Union Belge voor parlementaire verslagen. Gestaag begon de accessoire rol van staatscourant zwaarder te wegen in de Moniteur Belge tot het blad bij wet van 28 februari 1845 de rol van officieel publicatieblad volledig overnam. Er kwam een einde aan de opiniërende artikels ter ondersteuning van de regering en het unionisme. Het Bulletin Officiel werd omgevormd tot een periodieke wetsverzameling met een "Vlaemsche vertaling" ten behoeve van de Nederlandstalige gemeenten. De hoofdredactie van de Moniteur was van 1831 tot 1888 in handen van de Fransman Pierre-Philippe Bourson.
De democratisering van 1893 gaf een boost aan de Vlaamse taalstrijd en leidde in 1895 tot de eerste Nederlandse vertaling in het Staatsblad, afgedrukt in een kolom rechts van de Franse tekst. Door de Gelijkheidswet van 1898 kreeg de Nederlandse wettekst gelijke waarde. In de Wet van 31 mei 1961 was uitdrukkelijk bepaald dat de ene taal geen voorkeur genoot boven de andere in de wetsinterpretatie. Om de gelijkwaardigheid van de Vlaamse en de Franse Gemeenschap verder te benadrukken, wisselen de talen sinds 1976 jaarlijks van positie.
Tijdens de Tweede Wereldoorlog hadden de regering in ballingschap en het bezettingsbestuur elk een eigen Belgisch Staatsblad uitgebracht. Na de oorlog bleef enkel het eerste geldig.
Sinds 3 juni 1997 is het Belgisch Staatsblad online beschikbaar. Vanaf 1 januari 2003 werd het Staatsblad niet langer verspreid in gedrukte vorm en was het alleen nog raadpleegbaar via het internet. De wetswijziging die dit doorvoerde werd door het Arbitragehof in strijd geacht met de Grondwet, omdat niet alle burgers toegang hebben tot het internet. Om aan deze bezwaren tegemoet te komen werd in mei 2005 beslist om de inhoudsopgave van het Staatsblad opnieuw af te drukken en ter inzage neer te leggen in onder meer bibliotheken, postkantoren en gemeentehuizen, waarna de burger tegen een vergoeding in openbare gebouwen de website kan raadplegen. Er worden nog vijf exemplaren gedrukt: voor het Algemeen Rijksarchief, de Koninklijke Bibliotheek van België, en de archieven van het Belgisch Staatsblad, de FOD Justitie en de Kamer van volksvertegenwoordigers. Ook burgers kunnen een gedrukt exemplaar aanvragen, maar dat gebeurt zelden of nooit.

## Taal
De Nederlandse en de Franse tekst verschijnen in kolommen "tegenover elkander". In de even jaren staat het Nederlands links. Voor de Duitstalige Gemeenschap worden Duitse vertalingen gepubliceerd, maar die zijn niet rechtsgeldig.

## Kennisneming en rechtsgevolgen
De Belgische rechtspraak volgt het algemene rechtbeginsel "nemo censetur ignorare legem" (iedereen wordt verondersteld de wet te kennen, niemand kan zich beroepen op zijn onwetendheid van de wet). Het is in principe niet mogelijk zich te beroepen op rechtsdwaling. Inwoners van België moeten dus eigenlijk op de hoogte zijn van de inhoud van het Belgisch Staatsblad. In 2005 werd vastgesteld dat in België zo'n 45.000 wetten en één miljoen wetsartikelen van toepassing zijn. De burger dient daarvan echter alleen de wetten te kennen die op hem van toepassing zijn in de omstandigheden waarin hij zich bevindt.
Wetten en besluiten worden verbindend tien dagen na publicatie in het Belgisch Staatsblad, tenzij ze iets anders bepalen. Een wet die niet is bekendgemaakt is weliswaar rechtsgeldig, maar niet verbindend tegenover burgers (artikel 190 van de Grondwet). Dit betekent dat de naleving van de wet juridisch niet kan worden afgedwongen.

## Omvang
De omvang van het Belgisch Staatsblad neemt gestaag toe. Tussen 1845 en 2012 verschenen er 1.717.992 pagina’s, in de vijf jaar van 2013 tot 2017 nog eens 502.502, voor een totaal van 2.220.494. Tussen 2003 en 2017 varieerde het aantal bladzijden per jaargang tussen 57.756 (in 2005) en 117.002 pagina's (in 2017).
Al in de eerste maanden van 2017 werd duidelijk dat het aantal bladzijden voor het eerst over de 100.000 zou gaan. Het record van 2017 kwam er echter niet door een sterke toename in wetgeving. Europese verdragen genereerden zo'n 25.000 extra bladzijden. Als gevolg van de zesde staatshervorming verschijnen Europese verdragsteksten die voorheen alleen op federaal niveau geplaatst werden nu ook op gewestelijk niveau, dus in drievoud. Het lijvigste lemma van 2017 was de Associatieovereenkomst tussen de Europese Unie en Oekraïne (6.827 bladzijden). Ook de voortschrijdende regionalisering van bevoegdheden binnen de Belgische federatie zorgde voor veel extra pagina's. De overheveling van het gezag over de binnenwateren van de FOD Mobiliteit naar de gewesten verdrievoudigde de hoeveelheid wetteksten over deze materie.

## Bijlagen van Rechtspersonen
De Bijlagen van Rechtspersonen van het Belgisch Staatsblad bevatten officiële publicaties van akten van rechtspersonen zoals verenigingen, ondernemingen en bijzondere vennootschapsvormen. Sinds 1 juli 2003 worden deze akten gezamenlijk gepubliceerd in een aparte bijlage van het Belgisch Staatsblad. Deze verandering werd ingevoerd met de oprichting van de Kruispuntbank van Ondernemingen (KBO), die als doel heeft om alle ondernemingsgegevens centraal te beheren en te publiceren.

### Inhoud en Doel
De bijlagen bevatten diverse soorten akten, waaronder oprichtingsakten, statutenwijzigingen, benoemingen en ontslagen van bestuurders, en ontbindingen van rechtspersonen. Deze publicaties hebben een officieel karakter en zijn juridisch bindend. Ze dienen om transparantie en rechtszekerheid te waarborgen voor alle belanghebbenden, zoals aandeelhouders, schuldeisers en het publiek.

### Toegankelijkheid
De publicaties in de bijlagen van rechtspersonen zijn toegankelijk via de website van het Belgisch Staatsblad en kunnen door iedereen geraadpleegd worden. Dit draagt bij aan de openbaarheid van bestuur en de toegankelijkheid van juridische informatie voor het grote publiek.

### Akten ouder dan 2003
Voor de akten van het jaar 2003, die mogelijk niet online beschikbaar zijn, biedt het Belgisch Staatsblad opties voor opvraging.

### Digitaal neerleggen van akten
Het digitaal neerleggen van oprichtingsakten via JustAct is een moderne procedure die het administratieve proces voor het oprichten van ondernemingen in België aanzienlijk vereenvoudigt. Deze methode vervangt het verouderde eGriffie-systeem en biedt ondernemers een gebruiksvriendelijk platform om hun oprichtingsakten elektronisch in te dienen. Met JustAct, toegankelijk via het Just-on-web portaal, kunnen ondernemers niet alleen vennootschappen en verenigingen oprichten, maar in de toekomst ook wijzigingsakten indienen en beheren met enkele muisklikken. 
Het systeem is ontworpen om de papieren dossiers bij de ondernemingsrechtbanken te verminderen en de efficiëntie te verhogen door een intuïtief stappenplan te bieden voor het neerleggen van akten. Dit digitale proces bespaart tijd en vermindert de kans op fouten die vaak voorkomen bij het handmatig invullen van formulieren. 
Bovendien maakt JustAct het mogelijk voor buitenlandse ondernemingen om bijkantoren in België op te richten, wat bijdraagt aan de internationale toegankelijkheid en aantrekkelijkheid van de Belgische markt. 
De richtlijnen voor het neerleggen van publicatieformulieren en de controle uitgeoefend door de griffies van de ondernemingsrechtbanken zijn gebaseerd op het naleven van formele voorwaarden, zonder de inhoud van de akten te beoordelen. Dit zorgt voor een snellere verwerking en publicatie van de akten, wat essentieel is voor de rechtszekerheid van de betrokken partijen. 
JustAct speelt een cruciale rol in de digitalisering van juridische processen en maakt de Belgische justitie toegankelijker voor ondernemers. Het is een belangrijke stap vooruit in het streven naar een volledig gedigitaliseerde en efficiënte administratie die de lasten voor ondernemers verlicht en de oprichting van nieuwe entiteiten stimuleert.

#### Toekomst van JustAct
De volgende stappen voor JustAct van de FOD Justitie omvatten het digitaal indienen van wijzigingsakten en het verder uitbreiden van de digitale diensten. JustAct, een onderdeel van het Just-on-web portaal, is ontworpen om het oprichten en beheren van ondernemingen en vzw's te vereenvoudigen door administratieve processen te digitaliseren. Gebruikers kunnen nu onderhandse akten indienen en hun juridische documenten beheren via een intuïtief stappenplan, wat de efficiëntie verhoogt en de noodzaak van papieren documenten vermindert.

## Online vindplaatsen
Vóór 1997 is het Belgisch Staatsblad slechts beperkt en zonder zoekmotor online aanwezig. Voor de jaren 1934-1940 en 1962-1997 kan een bepaalde editie worden geraadpleegd door de datum van verschijning in te vullen in de volgende URL:
- https://www.ejustice.just.fgov.be/mopdf/JJJJ/MM/DD_1.pdf

Google Books heeft gebundelde staatsbladen voor de periode 1946-1967:
- Bundels met volledige weergave